# Bernard I Billung

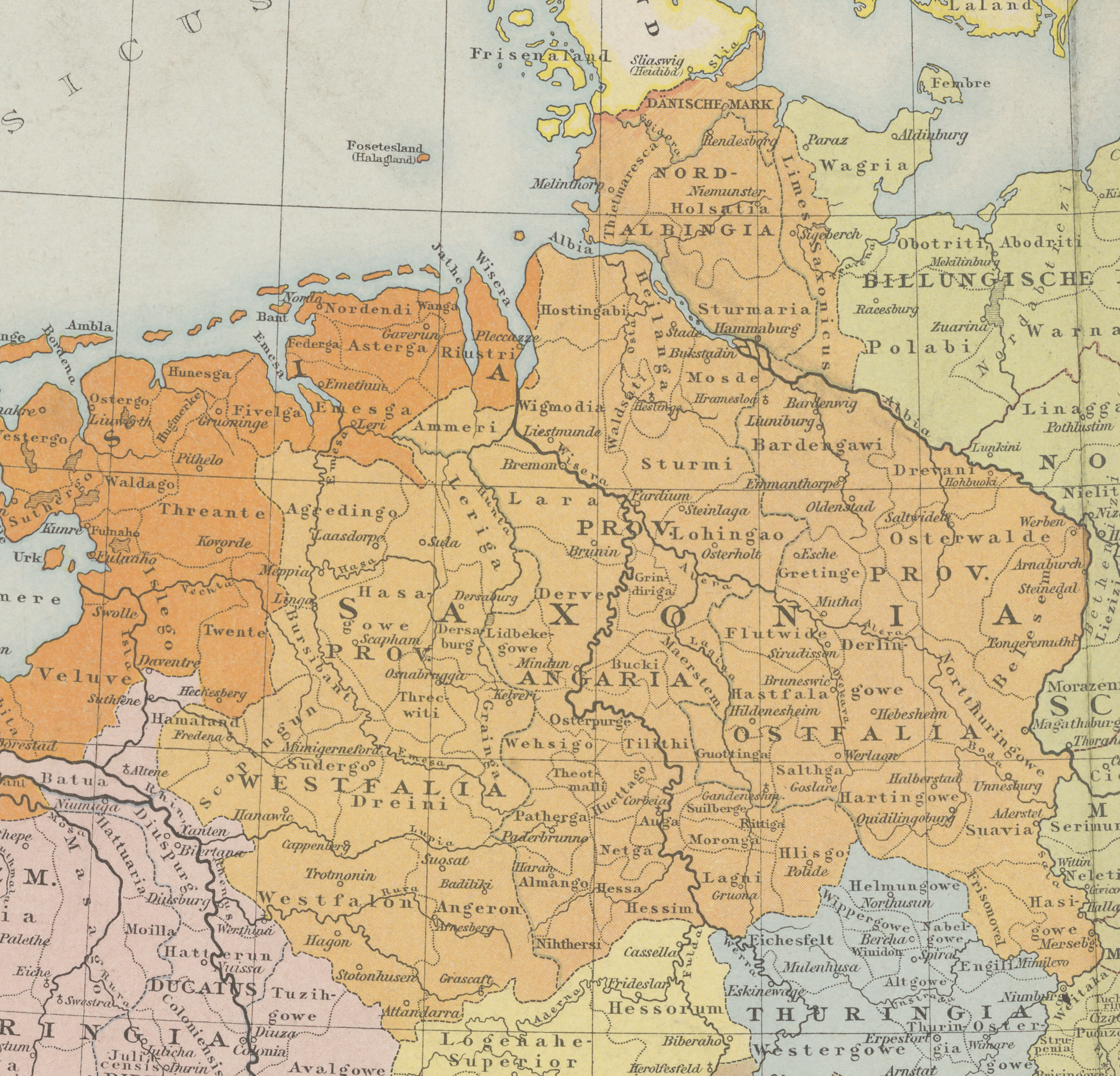
księstwo Saksonii około roku 1000

Bernard I (ur. ok. 950-959; zm. 9 lutego 1011 w Corvey) był księciem Saksonii (973-1011), drugim z dynastii Billungów, synem Hermana i Ody. Poszerzył znacznie granice państwa swojego ojca.
Walczył z Duńczykami w latach 974, 983 i 994, podczas ich najazdów. Popierał dziedziczenie tronu przez Ottona III. W 983 roku został marszałkiem, w 991 i 995 roku brał udział w kampanii młodego Ottona przeciwko Słowianom. Bernard zmarł w 1011 i został pochowany w kościele Świętego Michała w Lüneburgu.

## Rodzina
W 990 roku Bernard poślubił Hildegardę, córkę hrabiego Stade, mieli ze sobą kilkoro dzieci:
- Herman, zmarł młodo
- Bernard II, jego następca
- Thietmar, hrabia, zginął podczas pojedynku 1 kwietnia 1048 roku w Pöhlde
- Godesdiu (lub Gedesdiu, Godesti) (zmarła 30 czerwca 1040 r.), matka przełożona Metelen (z 993) i Herford (z 1002)
- Imma (zakonnica w Herford)

oraz prawdopodobnie:
- Matylda, zakonnica
- Othelindis z Nordmark, żona Dirka III